# Castillejos
Castillejos ist eine philippinische Stadtgemeinde in der Provinz Zambales. Sie hat 64.841 Einwohner (Zensus 1. August 2015).

## Baranggays
Castillejos ist politisch in 14 Baranggays unterteilt.
- Balaybay
- Buenavista
- Del Pilar
- Looc
- Magsaysay
- Nagbayan
- Nagbunga
- San Agustin
- San Jose (Pob.)
- San Juan (Pob.)
- San Nicolas
- San Pablo (Pob.)
- San Roque
- Santa Maria